# Mauro Pellicioli
Mauro Pellicioli (Lonno, 15 gennaio 1887 – Bergamo, 2 febbraio 1974) è stato un restauratore e pittore italiano.

## Biografia
Nato da Pietro e Margherita Carrara a Lonno, frazione di Nembro, borgata della provincia di Bergamo. A 10 anni frequenta lo studio del pittore Achille Filippini Fantoni entrando in contatto con il disegno e la pittura. Nel 1899 si iscrive alla Scuola d'Arte applicata all'industria, e per cinque anni frequenta i corsi diurni di decorazione. Nei periodi estivi lavora come aiutante alle dipendenze dello scenografo Angelo Rota, del professore Francesco Domeneghini, direttore della Scuola d’Arte Fantoni, e del decoratore Fermo Taragni. Nel 1910 viene ammesso alla Scuola di Pittura dell'Accademia Carrara in Bergamo, dove frequenta le lezioni di figura e di nudo tenute da Ponziano Loverini ,. Seguono altre esperienze formative presso le botteghe di Franco Steffanoni di Bergamo e di Luigi Cavenaghi di Milano. Nel 1911 inizia ad esercitare l'attività di restauratore per Bergamo, Brescia e Verona. Frequenta il Circolo Artistico di Bergamo nell'ambito del quale, nel 1913, assieme a Luigi Angelini, ai fratelli Galizzi, a Romeo Bonomelli e a Fermo Taragni, fonda la "Società degli Acquafortisti".
Dopo aver partecipato alla prima guerra mondiale (V Alpini) riprende, a Milano, la sua attività professionale. Collaborò con Ettore Modigliani, sovrintendente dei beni artistici di Milano e con Angelo Pinetti, ispettore onorario dei Monumenti di Bergamo, nella ricollocazione e nel restauro delle opere della provincia di Bergamo messe in sicurezza a Roma nel corso della prima guerra mondiale e fu chiamato a collaborare al restauro dei dipinti della Pinacoteca di Brera in vista della sua riapertura nel 1925. A Londra operò come "Conservatore tecnico unico" della "Mostra d'Arte Italiana" del 1930 allestitai presso la Burlington House della Royal Academy of Arts. Fu tra i primi restauratori che Cesare Brandi, fondatore dell'"Istituto Centrale del Restauro" (ICR) in Roma, scelse per insegnare agli allievi le tecniche di restauro. Nel 1941 fu nominato restauratore capo dell'ICR collaborandovi con Augusto Cecconi Principi, Enrico Podio e Luciano Arrigoni e membro del Comitato tecnico. Dialogò con gli storici dell’arte Pietro Toesca, Roberto Longhi, Cesare Brandi e Giulio Carlo Argan a volte discrepando con loro a proposito degli obiettivi e dei metodi del restauro. Collaborò con Gino Fogolari e con Fernanda Wittgens, con direttori di museo, collezionisti e antiquari italiani e stranieri intenti a integrare la ricerca archivistica e classificatoria nel restauro delle opere d’arte.
La sua formazione artistica e sensibilità estetica hanno forgiato una tecnica di restauro che comprendeva integrazioni artistiche tese ad assicurare l’unita delle opere d’arte, contrapponendosi in ciò alla tendenza scientifica e filologica resa possibile dai più recenti materiali e strumenti diagnostici e promossa dall'ICR. Mauro Pellicioli sintetizzava questa concezione artigianale della pittura nella formula che bisognasse essere dei buoni pittori per potere fare i restauratori, al punto da intitolare Pellicioli pittore mancato l’esposizione retrospettiva dei propri dipinti organizzata a Bergamo, Milano e Venezia (1965).
Tra i lavori di restauro maggiormente significativi si segnalano quello degli affreschi del Mantegna nella Camera degli Sposi a Mantova, quello degli affreschi di Giotto nella Basilica di San Francesco ad Assisi (1943), quello degli affreschi di Luca Signorelli nella cappella di San Brizio a Orvieto e quello di Masolino da Panicale nella cappella Branda Castiglione nella chiesa di San Clemente a Roma; il restauro dei dipinti di Perugino e di Raffaello nella Sala del Cambio a Perugia, quello della Pala di Giorgione a Castelfranco Veneto, quello di due tele del Caravaggio nella chiesa di San Luigi dei Francesi a Roma, il consolidamento dell'Cenacolo Vinciano nella chiesa di Santa Maria delle Grazie a Milano (1951-1953); il restauro a Venezia di opere dei maestri del Cinquecento veneto, quello di dipinti dell’Accademia Carrara a Bergamo. Collaborò alla riscoperta degli affreschi quattrocenteschi attribuiti a Donato Bramante sulla facciata del Palazzo del Podestà a Bergamo.
Per quasi quarant'anni ha lavorato, inoltre, sulle opere della Pinacoteca di Brera, ed ha eseguito numerosi restauri per la committenza privata.
Numerosi apprendisti italiani (Antonio Benigni, Ottemi della Rotta, Angela Marchesi Butti, Emma Bettocletta, Pinin Brambilla Barcilon) e stranieri (il catalano Manuel Grau Mas e l’ungherese Gyorgy Kakay Szabo) si formarono nella sua bottega di restauro a Milano e a Bergamo e nei suoi cantieri aperti in Italia e all’estero. È divenuto così uno dei fondatori delle scuole di restauro in Ungheria ed in Spagna, ed ha avuto allievi in Svizzera, Germania, nell'allora Cecoslovacchia, in Bulgaria, Inghilterra ed Argentina.
Pittore figurativo di sicuro impegno ha allestito varie personali a Bergamo (spinto inizialmente da un amico e a sua volta pittore Clemente Cassis), Venezia e Milano suscitando vivo interessamento. Polemico, per sua propensione, si è definito "pittore mancato" dando, invece, di sé stesso, prova di mirabile sensibilità e bravura.

## Archivio personale
L'archivio personale che comprende 969 unità archivistiche organizzate in 39 faldoni è conservato oggi, a titolo di deposito gratuito, dall'"Associazione Giovanni Secco Suardo".

## Onorificenze
Bergamo lo decorò indicandolo:
- Due Medaglie di guerra (1915-1918)
- Croce di Cavaliere (1926)
- Commenda di Santo Stefano dall'Ungheria (1936)
- Croce di Commendatore (1936)
- Medaglia d'Argento di II Classe da S.M. il Re per benemerenza nelle Arti (1941)
- Medaglia d'Oro della Città di Milano (1953)
- Medaglia d'Oro della Città di Bergamo (1961)
- Medaglia d'Oro per il Centenario della Città di Treviglio (1962)
- Medaglia degli Istituti Ospedalieri di Milano quale membro per più di un decennio della Commissione d'Arte.
- Grande Medaglia d'Argento della Opera della Primaziale Pisana, quale membro della Commissione per i restauri agli affreschi del Camposanto
- Medaglia d'Argento e altre, omaggio di S.S. papa Giovanni XIII